# Bang Rak
Bang Rak (in thailandese: บางรัก) è uno dei 50 distretti (khet) della città di Bangkok, in Thailandia.
All'interno del distretto, nel dicembre del 2016 fu inaugurato nelle vicinanze della stazione di Chong Nonsi della linea Silom del Bangkok Skytrain il grattacielo MahaNakhon, a quel tempo il più alto edificio del Paese.